# Чирковичи
Чирковичи (бел. Чы́ркавічы) — агрогородок в Светлогорском районе Гомельской области Республики Беларусь. Административный центр Чирковичского сельсовета.

## География

### Расположение
В 10 км на северо-запад от Светлогорска, 10 км от железнодорожной станции Светлогорск-на-Березине (на линии Жлобин — Калинковичи), 120 км от Гомеля.

### Гидрография
На реке Чирка (приток реки Жердянка).

## Транспортная сеть
На автодороге Светлогорск — Паричи. Планировка состоит из прямолинейной широтной улицы, к центру которой с юга присоединяется переулок, а на востоке пересекается короткой улицей. На севере, параллельно главной расположена короткая прямолинейная улица. Застройка деревянная, усадебного типа.

## История
Согласно письменным источникам известна с XVI века как деревня в Речицком повете Минского воеводства Великого княжества Литовского, великокняжеская собственность. Согласно инвентаря Бобруйского староства 1639 года село, 26 дымов из которых 15 заселённых, 40 валок земли, из которых 25 пустые.
После 2-го раздела Речи Посполитой (1793 год) в составе Российской империи. В 1840 году на средства помещика П.П. Пущина построено вместо обветшавшего новое деревянное здание Петро-Павловской церкви (в её архиве сохранялись метрические книги и приходские списки с 1799 года). В издании «Живописная Россия» упоминается как местечко. В 1885 году 2 церкви, школа. Согласно переписи 1897 года действовали хлебозапасный магазин, трактир. В 1908 году фельдшерский пункт, в Паричской волости Бобруйского уезда Минской губернии.
С 20 августа 1924 года центр Чирковичского сельсовета Паричского, с 29 июля 1961 года Светлогорского районов Бобруйского (до 26 июля 1930 года) округа, с 20 февраля 1938 года Полесской, с 8 января 1954 года Гомельской областей.
В 1929 году организован колхоз «Новый Мир», работала кузница. Во время Великой Отечественной войны оккупанты частично сожгли деревню. В ноябре 1943 года части 65-й армии освободили деревню, но в декабре, сконцентрировав на этом участке крупные силы, нацисты начали наступление и советские войска вынуждены были отступить. На помощь пришла 194-я стрелковая дивизия 48-й армии, и немецкое наступление было остановлено. В ходе боёв погибли 2275 советских солдат (похоронены на южной окраине). Согласно переписи 1959 года центр КСУП «Березина». Располагались швейная мастерская, лесничество, средняя и музыкальная школы, Дом культуры, библиотека, детский сад, фельдшерско-акушерский пункт, отделение связи, аэроклуб, магазин.
В состав Чирковичского сельсовета входили (в настоящее время не существующие)) до 1939 года посёлки Александровка, Кунное и Соломенка, хутора Ореховка, Вежка, Дуброва, За Бродом, Зарожье, Звезда, Зайванев Заклетное, Кижин, Конская Сторона, Кромены, Красная, Корма, Кравчая, Кунное, Лужки, Млынок, Нигичов Покровка, Сердов, Стража, Чырвоный Рог, Чирчаны, Язвы. 14 января 1944 года оккупанты сожгли деревню Ала вместе с жителями (34 двора, 168 человек, не возродилась, увековечена в мемориальном комплексе «Хатынь»). Не существуют с 1967 года деревня Старина, с 1975 года — деревня Светоч (до 1964 — Какаль, вошла в границы Светлогорска) и с 1995 года — хутор Николаевка.

## Население

### Численность
- 2004 год — 434 хозяйства, 1101 житель

### Динамика
- 1639 год — 26 дымов
- 1885 год — 92 двора, 611 жителей
- 1897 год — 149 дворов, 858 жителей (согласно переписи)
- 1908 год — 165 дворов, 999 жителей
- 1917 год — 208 дворов 1194 жителя
- 1925 год — 220 дворов
- 1959 год — 883 жителя (согласно переписи)
- 2004 год — 434 хозяйства, 1101 житель

## Инфраструктура
Юго–западнее агрогородка расположен санаторий «Серебряные ключи».

## Природа

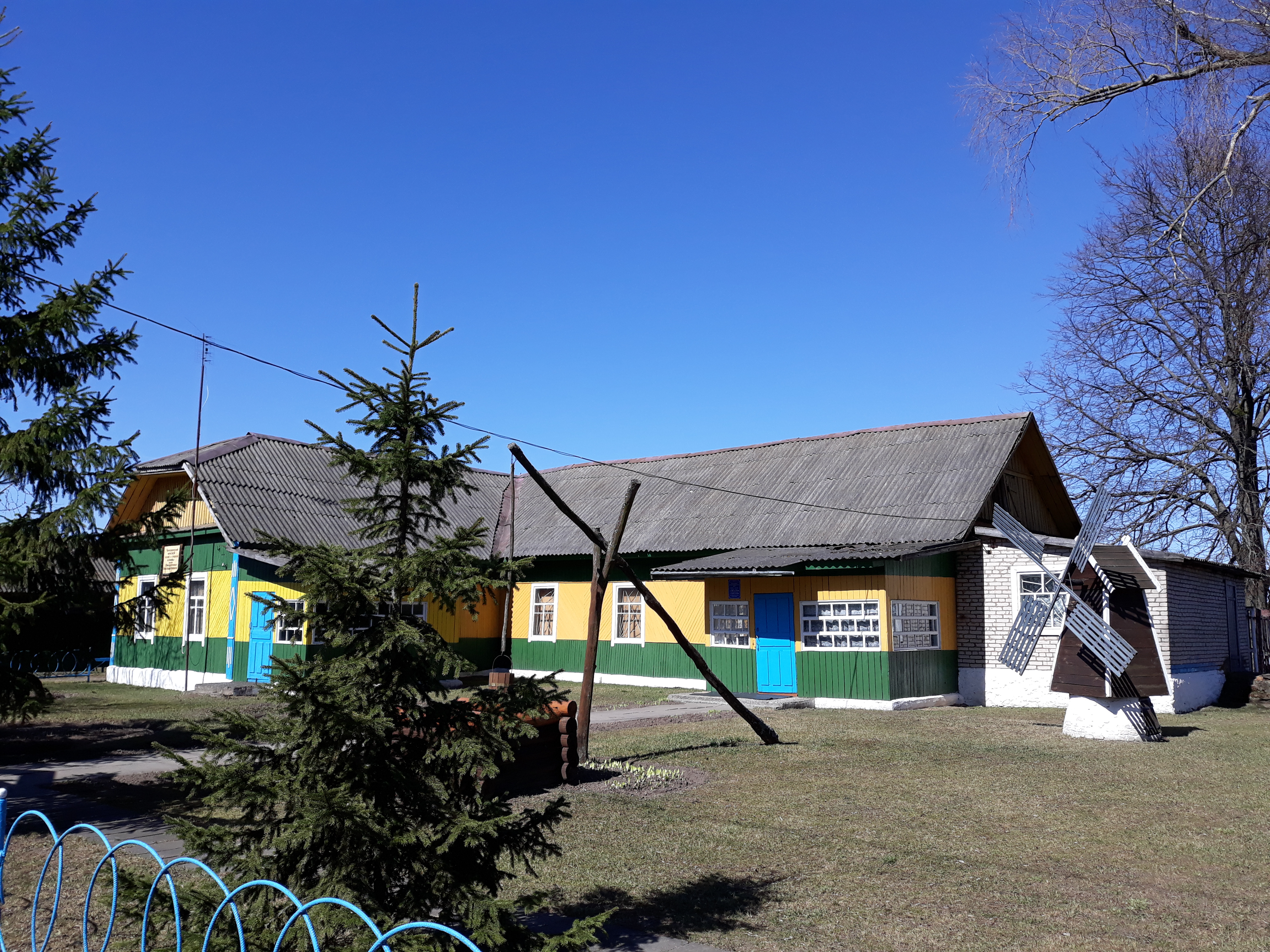
Музей боевой и трудовой славы

Недалеко от агрогородка расположен Республиканский биологический заказник «Чирковичский».

## Культура
- Дом культуры
- Музей боевой и трудовой славы имени А. К. Пищалова — филиал Светлогорского историко-краеведческого музея[3].
- Музей ГУО «Чирковичская средняя школа имени П. М. Стефановского»

## Достопримечательности
- Городище периода раннего железного века (1-е тыс. до н.э. — 1-е тыс. н.э.), урочище Гуслищи —  Историко-культурная ценность Республики Беларусь, шифр 313В000783
- «Двенадцать святых праведных апостолов»
- Братская могила (1943-1944) —  Историко-культурная ценность Республики Беларусь, шифр 313Д000782. В 1958 году установлена скульптура воина.

### Памятник, скульптура
- Памятник В. И. Ленину
- Памятный знак в честь 350-летия основания Чиркович (1989)
- Мемориальная доска П. М. Стефановскому (2006)
- Памятник морякам Днепровской военной флотилии (на территории санатория «Серебряные ключи»). Стела в память о героических подвигах моряков Днепровской военной флотилии, сражавшихся на реке Березина. Открыт 22 июня 1974 года.

### Утраченное наследие
- Церковь Святых апостолов Петра и Павла (XVIII в.; греко-католическая)

## Галерея

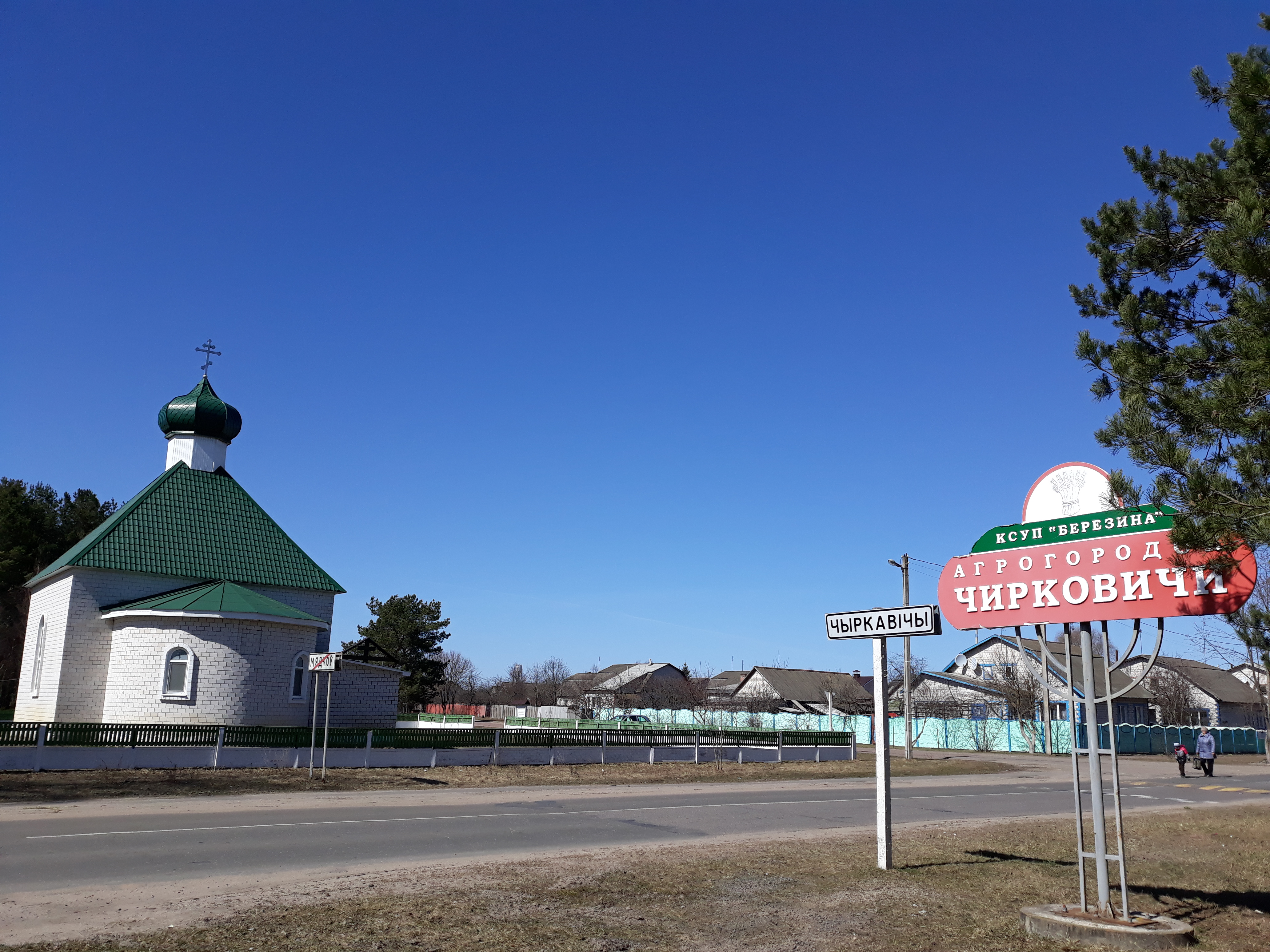
Панорама
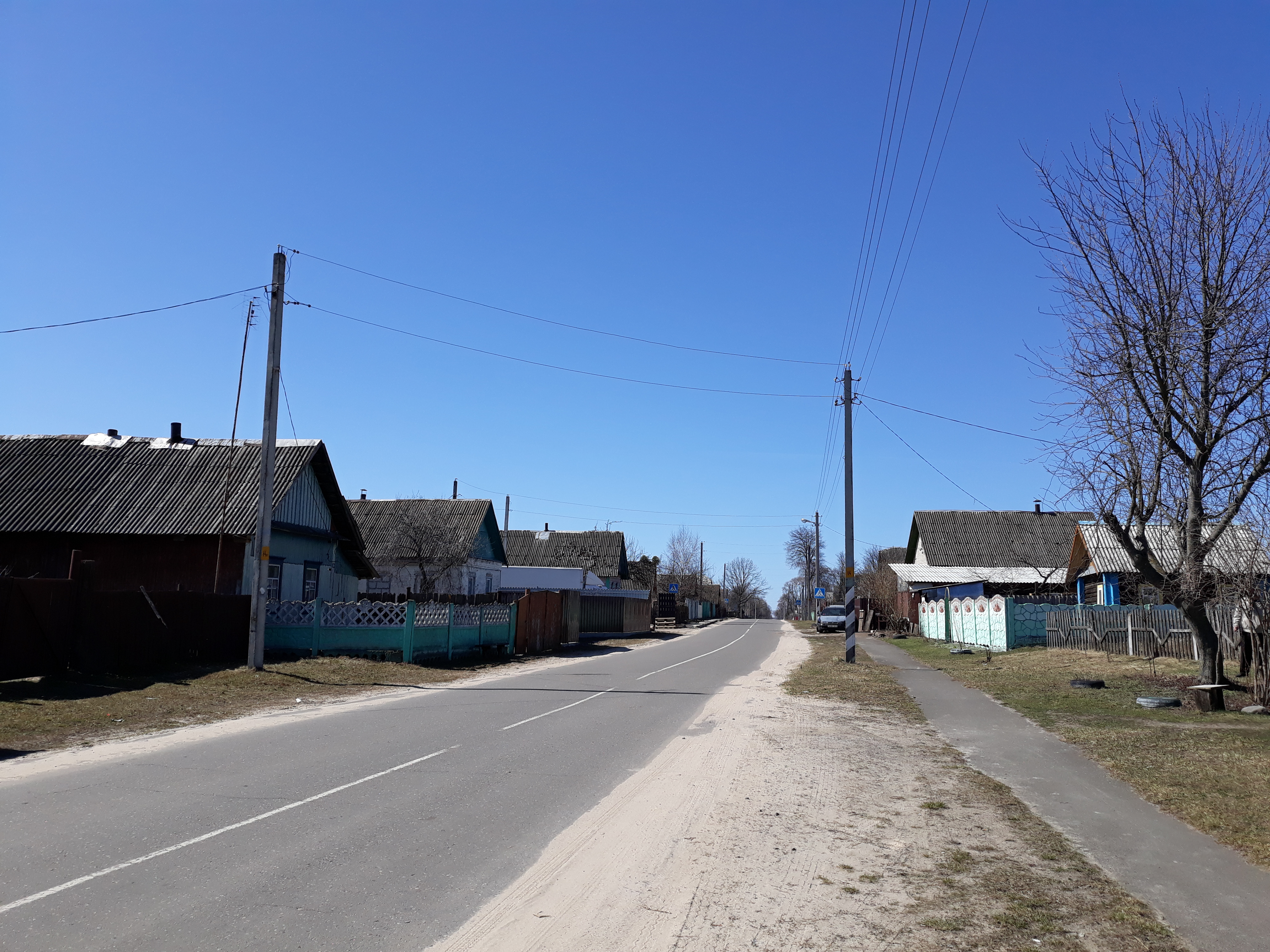
Улица Советская
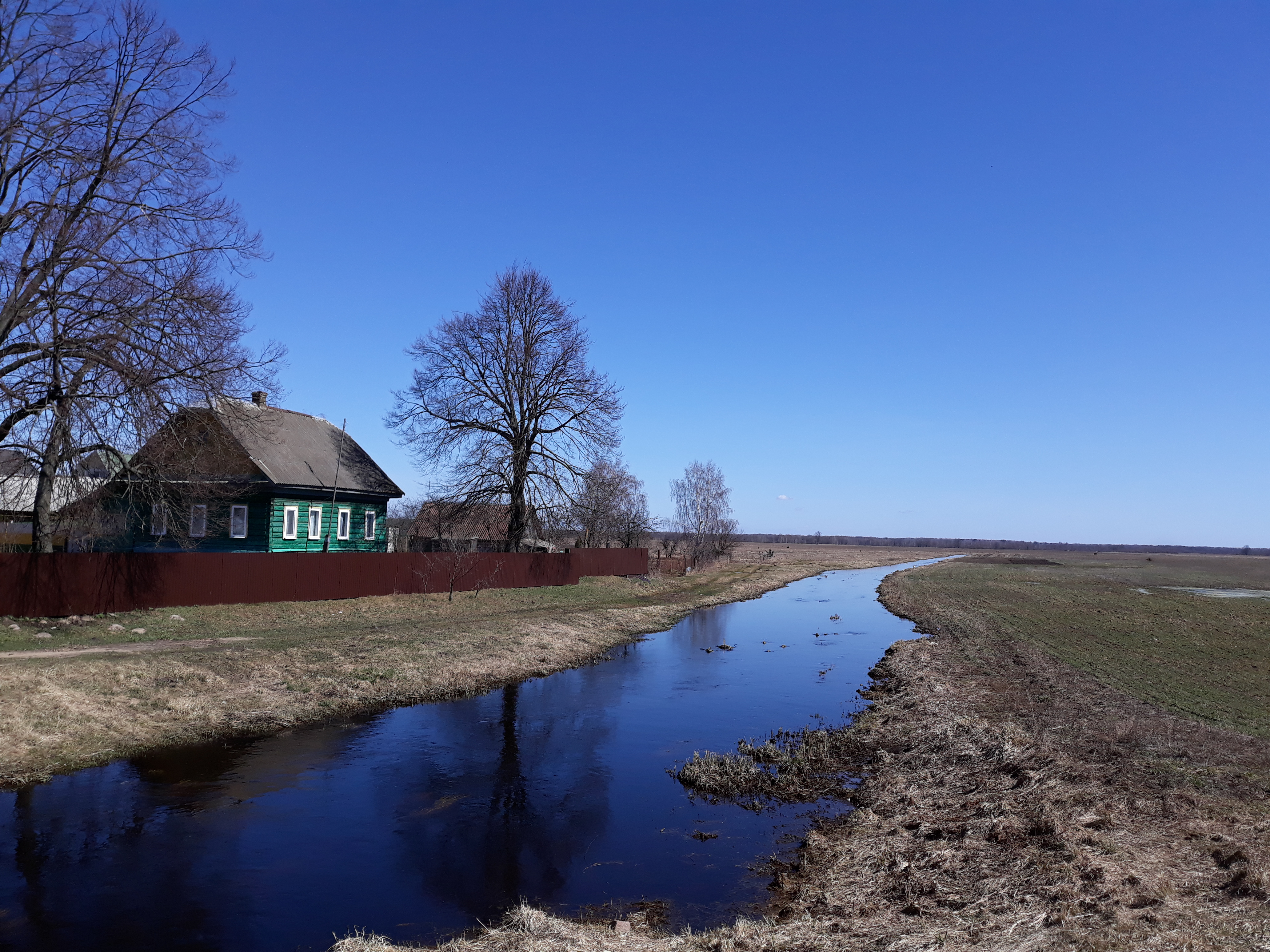
Панорама
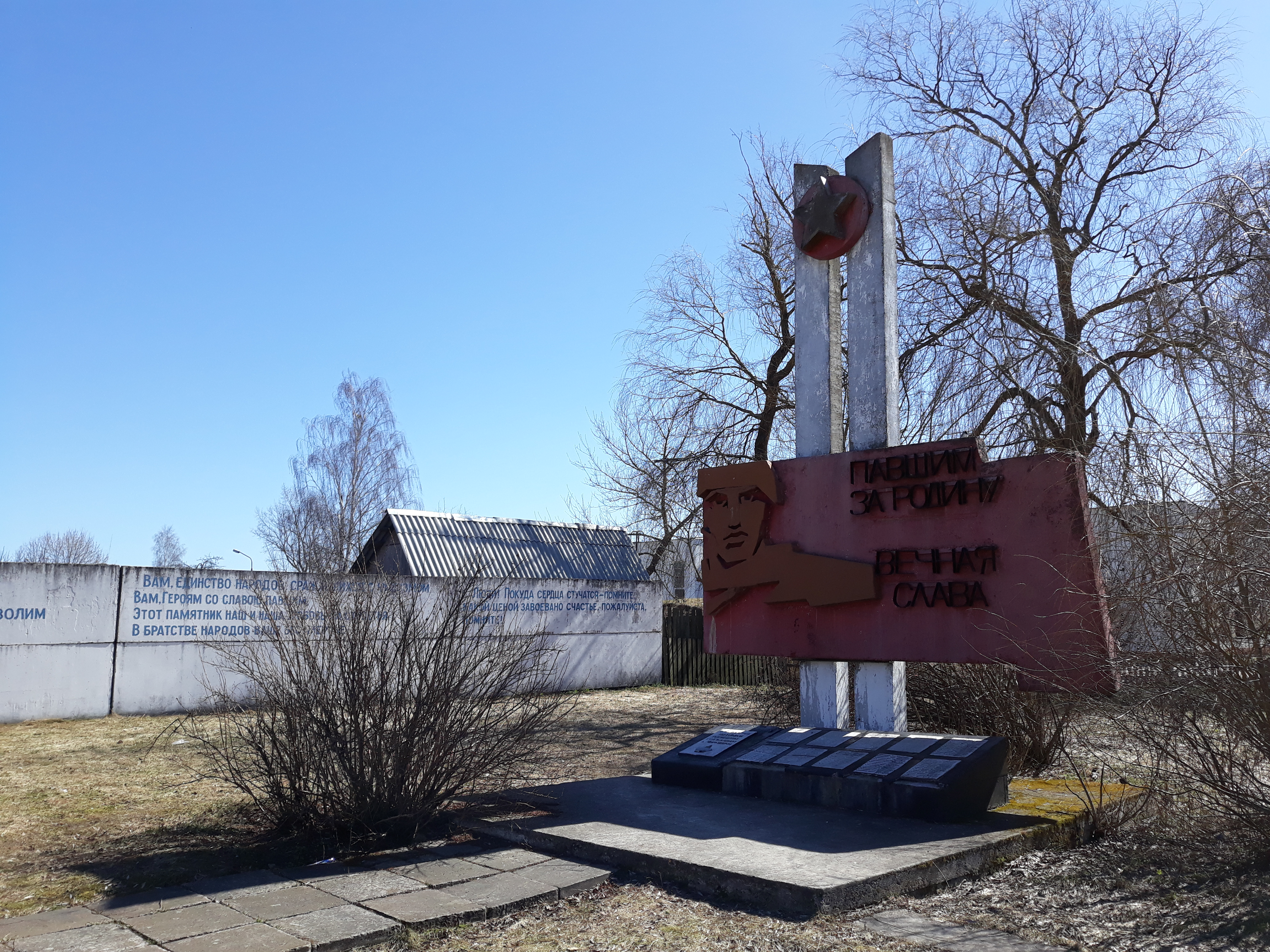
Военный мемориал
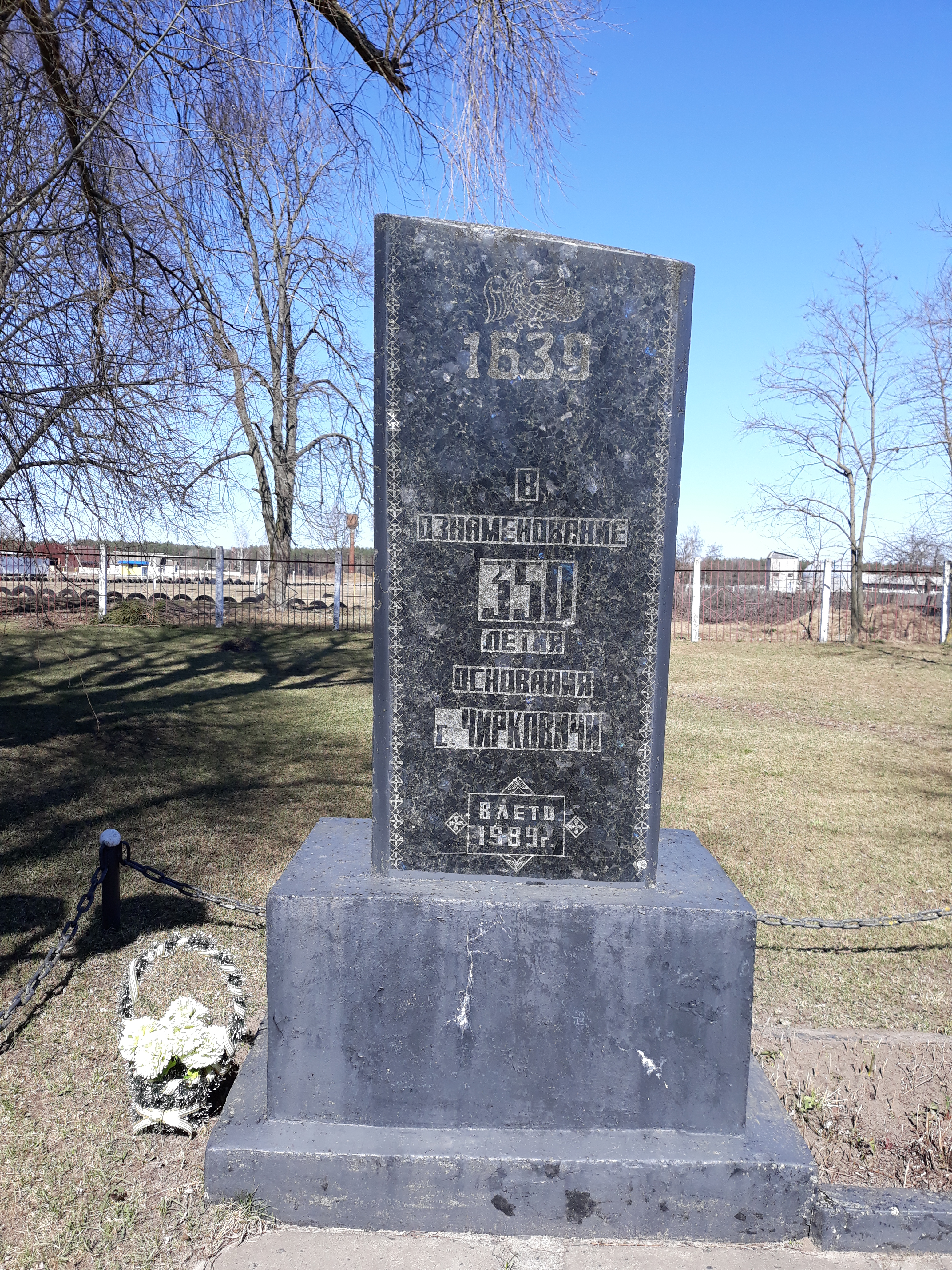
Памятный знак в честь 350-летия основания Чиркович
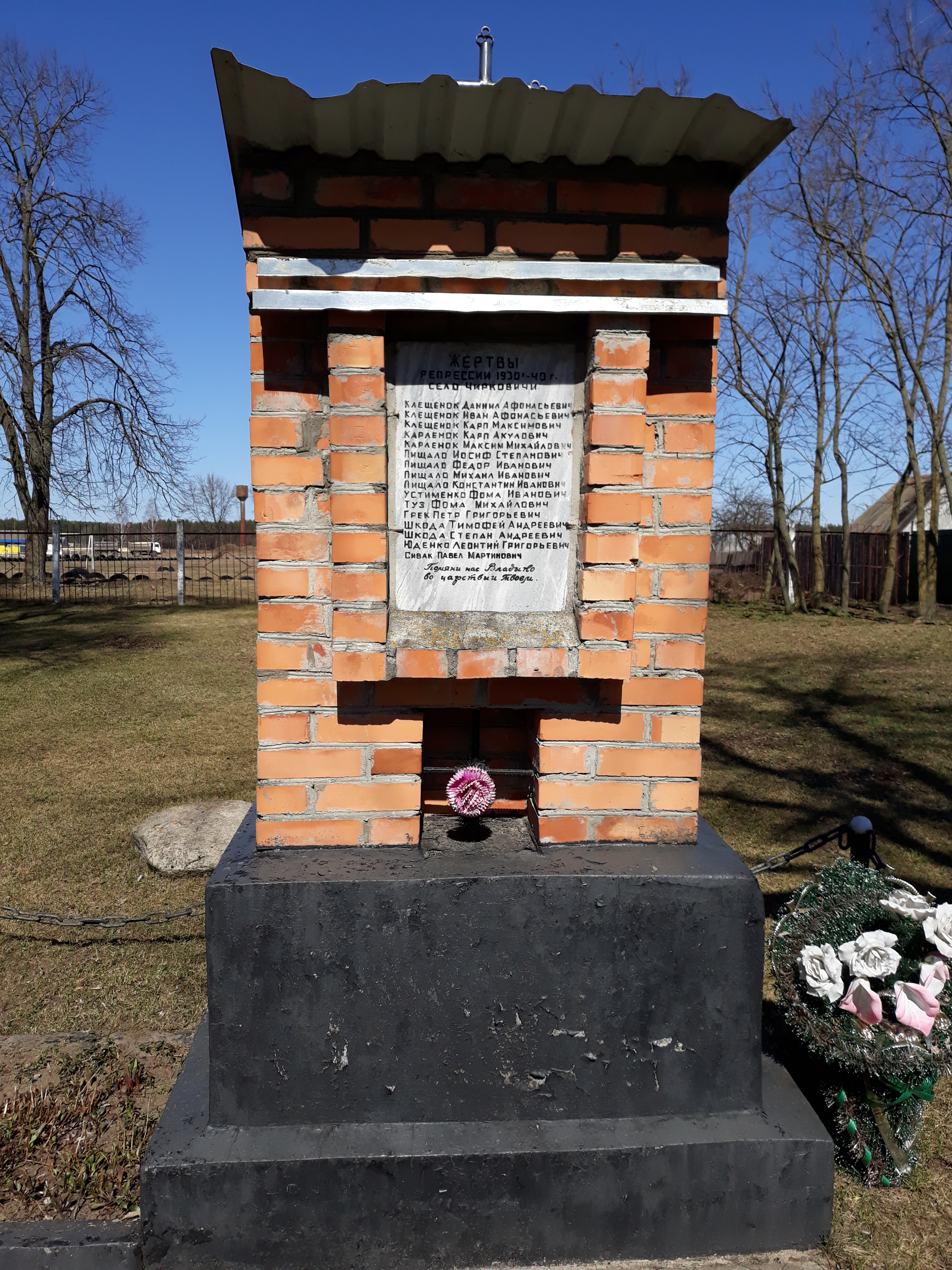
Памятник жертвам репрессий

## Известные уроженцы
- Пётр Михайлович Стефановский — Герой Советского Союза, генерал-майор авиации